# Natan (syn Dawida)
Natan (ur. po 1003 p.n.e. w Jerozolimie) – królewicz izraelski, syn Dawida, króla Izraela i Judy, przodek Marii z Nazaretu.

## Wywód przodków
| 4. Jesse            |  |             |  |  |          |
|                     |  | 2. Dawid    |  |  |          |
| 5. nieznany przodek |  |             |  |  |          |
|                     |  |             |  |  | 1. Natan |
| 6. Eliam            |  |             |  |  |          |
|                     |  | 3. Batszeba |  |  |          |
| 7. nieznany przodek |  |             |  |  |          |
|                     |  |             |  |  |          |

## Biogram
Natan był dziewiątym synem Dawida, a zarazem trzecim pochodzącym z jego małżeństwa z Batszebą, wdową po Uriaszu Hetycie. Urodził się w Jerozolimie. Był starszym rodzonym bratem Salomona, późniejszego następcy tronu.
Stary Testament nie przekazał więcej informacji na temat Natana. Nie wiadomo więc, czy dożył walk o sukcesję po Dawidzie, którą toczyli jego bracia - rodzony Salomon i przyrodni Adoniasz.
Imię Natana pojawia się w rodowodzie Jezusa z Nazaretu przekazanym przez Ewangelię według świętego Łukasza. Wynika z niego, że synem Natana był Mattat.
Wprawdzie przekaz ewangeliczny podaje, że jest to rodowód Józefa z Nazaretu, jednak przyjmuje się, że dotyczy on Marii. W ten sposób Natan był protoplastą linii rodu Dawida, z której wywodziła się Maria, matka Jezusa Chrystusa.